# Sprängaren
Sprängaren är en svensk thrillerfilm från 2001 av Colin Nutley. Den har i rollerna Helena Bergström, Niklas Hjulström och Örjan Ramberg med flera.

## Handling
Stockholm har tilldelats och arrangerar Olympiska sommarspelen 2004. Annika Bengtzon, som är ny chef för kriminalavdelningen på Kvällspressen, blir kallad till den nybyggda olympiska huvudarenan, Victoriastadion, där den norra läktaren sprängts. Hon får snart reda på att den svenska OS-ambassadören, Christina Furhage, dödades i attentatet. Var det ett terroristattentat, som Annikas kollegor tror, eller var det ett mord?

## Rollista (i urval)
- Helena Bergström – Annika Bengtzon

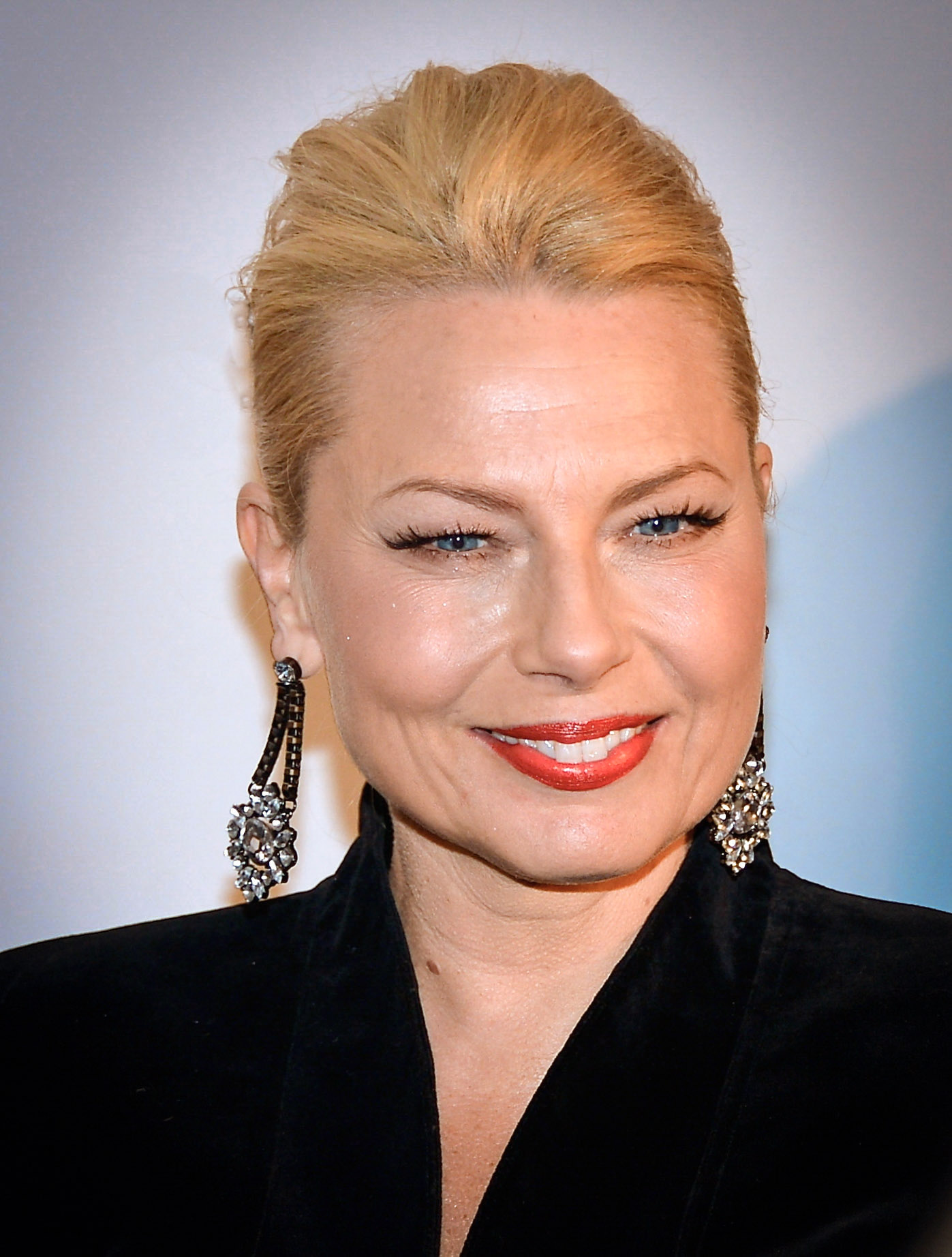
Helena Bergström spelade rollen som Annika Bengtzon i filmen

- Niklas Hjulström – Thomas Samuelsson
- Örjan Ramberg – Anders Schyman
- Reine Brynolfsson – Spiken
- Brasse Brännström – Nils Langeby
- Jacob Ericksson – Pelle Oskarsson
- Ewa Fröling – Berit
- Pernilla August – Beata Ekesjö
- Tomas Pontén – Evert Danielsson
- Maria Lundqvist – Eva-Britt Qvist
- Per Svensson – Henriksson
- Emil Forselius – datahacker
- Marika Lindström – Christina Furhage
- Peter Andersson – Källan
- Meta Velander – Thomas mamma
- Katarina Sandström – nyhetsankare SVT
- Ulf Wallgren – nyhetsankare SVT
- Fredrik Birging – nyhetsankare TV3
- Lasse Bengtsson – nyhetsankare TV4
- Petter Antti – nyhetsankare TV4
- Jimmy Carlberg – redaktionsarbetare

## Produktion och distribution
Manuset av Anna Fredriksson, Johanna Hald och Colin Nutley bygger på Liza Marklunds roman Sprängaren (1998).
Filmen hade svensk premiär den 24 oktober 2001. Den har senare följts av filmen Paradiset, som utspelar sig före Sprängaren.
Den engelska titeln på filmen var Deadline.